# Gacheon-myeon
Gacheon-myeon (koreanska: 가천면)  är en socken  i kommunen Seongju-gun i provinsen Norra Gyeongsang, i den centrala delen av Sydkorea, 210 km sydost om huvudstaden Seoul.